# NGC 6009
NGC 6009 је спирална галаксија у сазвежђу Змија која се налази на NGC листи објеката дубоког неба.
Деклинација објекта је + 12° 3' 30" а ректасцензија 15h 53m 24,1s. Привидна величина (магнитуда) објекта NGC 6009 износи 14,5 а фотографска магнитуда 15,3. NGC 6009 је још познат и под ознакама CGCG 78-96, PGC 56312.